# 魂奇
魂奇（こんき）とは、AV監督天野大吉が展開しているアダルトビデオメーカー幻奇が、2005年〜2007年にだしていたレーベル。

## 作品一覧
| #  | 発売日         | タイトル                                 | 女優             |
| -- | -------------- | ---------------------------------------- | ---------------- |
| 1  | 2005年4月10日  | 白く渇いた季節に舞い降りた白衣の天使     | 菊原まどか       |
| 2  | 2005年10月10日 | 背伸びした幼き妹と汚れた兄のあいだに     | 結城リナ         |
| 3  | 2005年12月10日 | 白い吐息が砕け散り黒い雫に堕ちる淫ら人形 | 宮地奈々＆水内遥 |
| 4  | 2006年         | ある女医の深き淫獄に濡れる欲情カルテ     | 綾原みづほ       |
| 5  | 2006年3月10日  | あけび秋の熟れた裂けくちに接吻を         | 友田真希         |
| 6  | 2006年         | ペニバン熟女が吠えた鉄の彼方に           | 鈴木琳笳         |
| 7  | 2006年         | 気狂い熟女の大きな尻に埋もれて           | 玉置マリア       |
| 8  | 2006年         | 淫ら涎とラバーが絞まり熟れ肌に           | 澤よし乃         |
| 9  | 2006年8月      | 尿道が放つ黄金の淫液を浴びて             | 畑野ゆずき       |
| 10 | 2006年10月     | 尖り滲む黄昏の熟女と教室                 | 篠宮慶子         |
| 11 | 2006年10月10日 | 淫辱の小便器に墜ち溺れて                 | 友田真希         |
| 12 | 2006年11月10日 | 妖艶に咲く熟女の白い射液                 | 翔田千里         |
| 13 | 2007年1月10日  | 煙草と葉巻の煙に漂う痴欲                 | 風間ゆみ         |

No.5とNo.11で、友田真希は2回出演している。
No.13がパッケージ上では『煙草と葉巻の煙に漂う痴欲 13』だが、DMMでは『煙草の葉巻の煙に漂う痴欲 13 風間ゆみ』となっている。
DMMでのDVD発売日は、全て2007年7月4日。